# Natallja Syčova
Natallja Uladzimiraŭna Bašynskaja, coniugata Syčova (in bielorusso Наталля Уладзіміраўна Башынская-Сычова?; 12 marzo 1964), è un'ex biatleta bielorussa.

## Biografia
In carriera prese parte a un'edizione dei Campionati mondiali, vincendo una medaglia.

## Palmarès

### Mondiali
- 1 medaglia:
  - 1 argento (gara a squadre[1] a Borovec 1993)